# Norwich, Ohio
Norwich är en ort (village) i Muskingum County i Ohio. Vid 2010 års folkräkning hade Norwich 102 invånare.

## Kända personer från Norwich
- Chalmers Wylie, politiker